# Premk
Premk je priimek več znanih Slovencev:
- Ana Premk, latinistka in francistka, lektorica
- Anja Premk, arhitektka
- Eva Premk Bogataj (*1979), jezikoslovka, literarna zgodovinarka, urednica in strokovnjakinja za komuniciranje
- Franc Premk (1935—1998), strojnik, gospodarstvenik (direktor Petrol-a)
- Francka Premk (*1943), jezikoslovka in literarna zgodovinarka
- Janez Premk (1939—2017), pravnik, pesnik
- Janez Premk ml. (*1973), umetnostni zgodovinar, strokovnjak za judovsko dediščino
- Josip Premk (1889—1913), pisatelj, pesnik
- Katjuša (Tjuša) Premk (*1994), športna plesalka, trenerka (hip-hop...)
- Martin Premk (*1971), vojaški zgodovinar, politik (poslanec)
- Monika Premk, zborovska pevka
- Nina Premk, fotografinja
- Tadej Premk, plesalec
- Tatjana Premk Grum (1943—2009), filmska delavka (režiserka, dramaturginja, filmologinja)